# Voyria kupperi
Voyria kupperi är en gentianaväxtart som först beskrevs av Suessenguth, och fick sitt nu gällande namn av P. Ruyters och P.J.M. Maas. Voyria kupperi ingår i släktet Voyria och familjen gentianaväxter. Inga underarter finns listade i Catalogue of Life.